# Expéditions Galathea
Les expéditions Galathea sont une série de trois expéditions de recherche scientifique océanographiques danoises du XIXe, du XXe et du XXIe siècles, menées avec l'aide matérielle de la Marine royale danoise et, en ce qui concerne les deuxième et troisième expéditions, sous les auspices de la Dana expeditions (en). Les trois expéditions ont fait le tour du monde d'ouest en est et ont suivi des itinéraires similaires.

## Première expédition
La première expédition Galathea a lieu de 1845 à 1847 et a des objectifs politiques et scientifiques. Elle est initiée par le roi du Danemark, Christian VIII, avec pour objectifs principaux la remise des colonies danoises en Inde, à la suite de leur vente à la Compagnie britannique des Indes orientales, ainsi qu'une dernière tentative danoise d'exploration et de recolonisation des îles Nicobar dans l'océan Indien. Les objectifs supplémentaires sont l'expansion du commerce avec la Chine et la découverte de nouvelles opportunités commerciales, ainsi que la constitution de vastes collections scientifiques,.
Le Galathea est un voilier à trois mâts, une corvette navale qui a été construite en 1831 au chantier naval de Gammelholm (en) à Copenhague. Il mesure 43 m de longueur et a un tirant d'eau de 5 m. Lorsqu'il part pour son voyage sous la direction du capitaine Steen Andersen Bille, il transporte 231 marins et scientifiques, 36 canons et des fournitures pour une année.

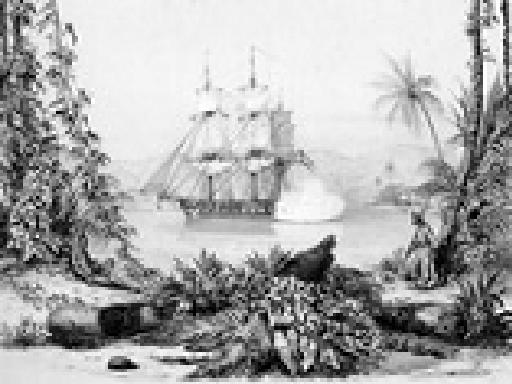
Le Galathea aux îles Nicobar en 1846.

Parmi les scientifiques figurent le médecin et assistant botaniste Didrik Ferdinand Didrichsen, le botaniste Bernhard Kamphøvener, l'entomologiste Carl Emil Kiellerup (sv), le géologue Hinrich Johannes Rink (en) et les zoologistes Wilhelm Friedrich Georg Behn (en) et Johannes Theodor Reinhardt, qui ne resteront pas pour tout le voyage. Christian Thornam et Poul August Plum (sv), sont les peintres de l'expédition.
Il s'agit d'une entreprise coûteuse, avec un budget de près d'un demi-million de Rixdollars, soit l'équivalent de 3 % des revenus annuels de l'État danois à l'époque.
Le Galathea quitte Copenhague le 24 juin 1845 et, après une escale de ravitaillement à Madère, navigue vers le sud autour de l'Afrique jusqu'en Inde, où il visite Tranquebar, Pondichéry, Madras et Calcutta. A Calcutta, un navire supplémentaire, le bateau à vapeur Ganges, est acheté et le Christine loué, pour aider au travail dans les îles Nicobar. Un temps et des efforts considérables sont consacrés aux Nicobar ; la majeure partie de janvier 1846 est passée dans les îles du nord de Nicobar et février dans le sud. En plus des études scientifiques et de la collecte, des préparatifs sont faits pour une nouvelle colonie basée à Pulo Milo. Plusieurs personnes, dont le géologue Rink, restent sur place mais la colonie sera abandonnée deux ans plus tard.
Le Galathea se rend ensuite en Asie du Sud-Est, fait escale à Penang, Singapour, Batavia et Manille avant de se diriger vers la côte chinoise et de visiter Hong Kong, Macao, Canton, Amoy et Shanghai. Une tentative de s'arrêter au Japon est repoussée par les autorités. Le navire traverse ensuite l'océan Pacifique, visite Hawaï et Tahiti puis gagne Valparaiso, Callao et Lima avant de franchir le Cap Horn. D'autres visites sont effectuées à Buenos Aires, Montevideo, Rio de Janeiro et Bahia puis le Galathea revient au Danemark et entre dans le port de Copenhague le 24 août 1847 après un voyage de plus de deux ans. Au cours du voyage, 20 marins danois sont morts et plusieurs autres ont été renvoyés.
L'expédition revient avec 93 containers d'objets zoologiques, entomologiques, botaniques et géologiques. Il y a aussi 21 boîtes de matériel ethnographique, une grande collection en provenance de Java, ainsi que des cadeaux de scientifiques dans de nombreuses villes et ports visités par l'expédition. L'intention de Christian VIII était de parrainer la publication des résultats scientifiques de l'expédition. Cependant, le roi meurt en janvier 1848 et le pays est plongé dans une guerre de trois ans. La plupart des boîtes d'articles collectés sont restées non ouvertes pendant de nombreuses années et, à quelques exceptions près, n'ont jamais été correctement traitées, ni les résultats complets officiellement publiés. Les collections ont ensuite servi principalement de matériel de référence.

## Deuxième expédition

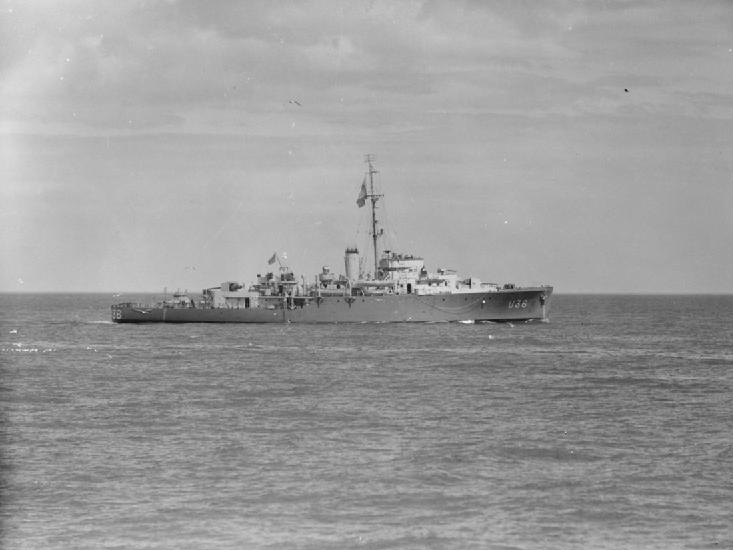
Le HMS Leigh en 1941

La deuxième expédition est conçue en 1941 lors de discussions entre le journaliste et auteur Hakon Mielche et l'océanographe et ichtyologiste Anton Frederik Bruun. La Seconde Guerre mondiale retarde le voyage. En juin 1945, les deux protagonistes, ainsi que les explorateurs Eigil Knuth, Ebbe Munck et Henning Haslund-Christensen, décident de créer la Dana expeditions (en), qui doit collecter des fonds pour la construction d'un deuxième Galathea.
L'expédition commence finalement en 1950, avec pour objectif principal l'océanographie en haute mer. Pour l'utilisation de l'expédition, un sloop britannique, le HMS Leith, est acquis et renommé HDMS Galathea. Il mesure 80 m de long et 11 m de large, avec un tirant d'eau de 3,5 m. Il est propulsé par deux turbines à vapeur qui lui donnent une vitesse de croisière de 12 nœuds. Il est équipé du puissant treuil utilisé précédemment par l' Albatross.
Le Galathea 2 quitte Copenhague en octobre 1950 avec un équipage d'environ 100 marins et scientifiques, visitant plusieurs des mêmes endroits que le Galathea original. La principale différence dans l'itinéraire emprunté est d'utiliser le canal de Panama, plutôt que le passage de Drake à l'extrémité sud de l'Amérique du Sud. De 1950 à 1952, l'expédition mène un programme d'exploration scientifique ; le point culminant se produit en juillet 1951 lorsque, alors qu'ils enquêtent sur la fosse des Philippines, les scientifiques découvrent des éléments biologiques à une profondeur record de 10 190 m. L'expédition retourne à Copenhague en juin 1952 où le navire est accueilli par une foule de 20 000 personnes,.
La deuxième expédition Galathea a conduit à la découverte, entre autres, des espèces de poissons Antipodocottus galatheae (en) et Abyssobrotula galatheae, de l'espèce d'escargot Guttula galatheae (en) et, surtout, de Monoplacophora vivants, une classe de mollusques ancestraux qui jusqu'alors n'était connue que par des archives fossiles. La plus grande sensation de l'époque, cependant, est la découverte de balanes sur un rocher au fond de la fosse des Philippines, car il était supposé à l'époque que la vie ne pouvait pas exister à cette profondeur.

## Troisième expédition

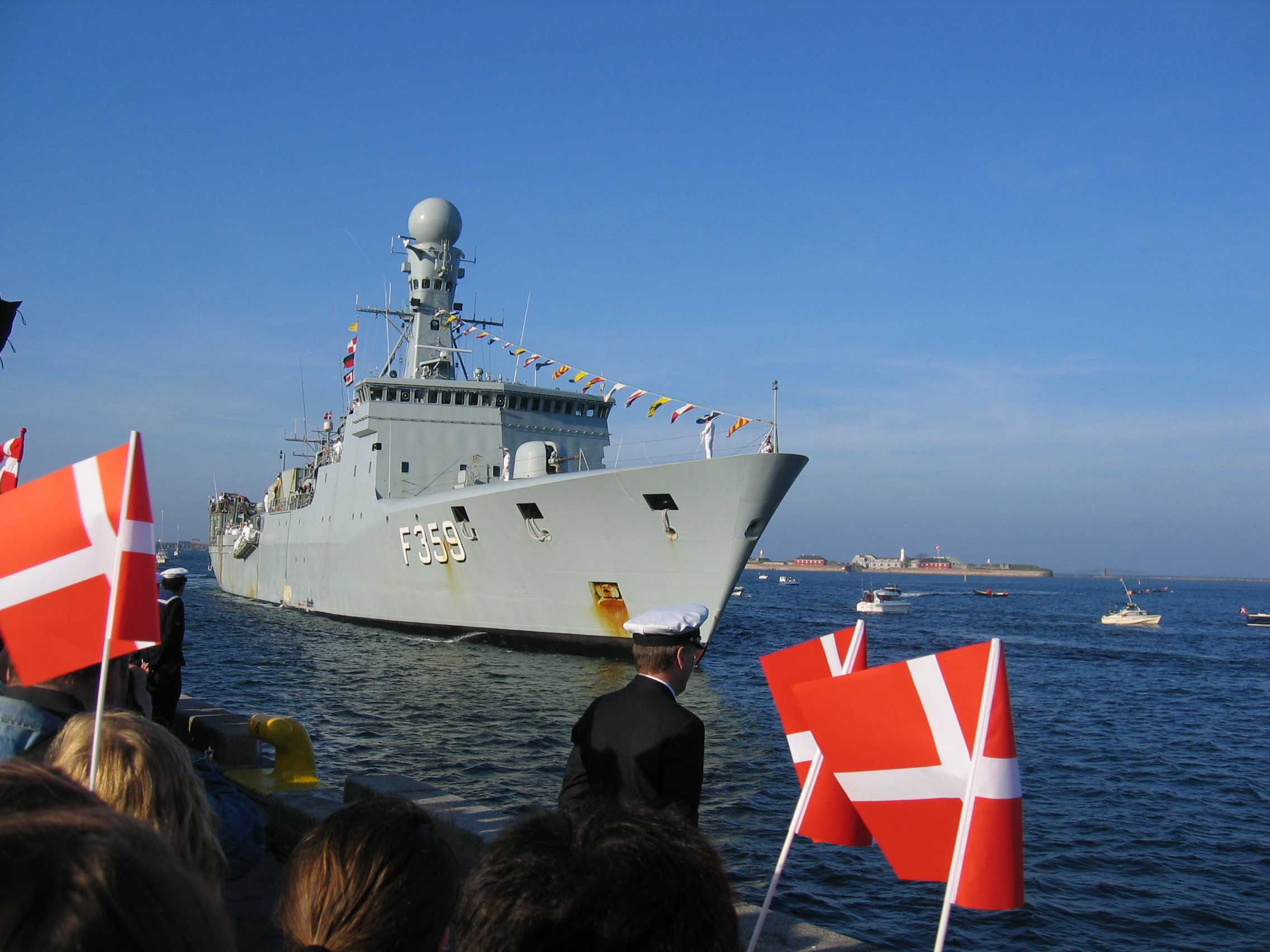
Le Vædderen à Copenhague le 25 avril 2007 au retour du voyage.

La troisième expédition a lieu en 2006-2007, en utilisant la frégate de patrouille offshore HDMS Vædderen, qui est réaménagée pour servir de navire d'expédition. Il s'agit d'une frégate de classe Thetis qui a été construite aux chantiers navals de Svendborg en 1990 et mesure 112,5 m de long et 14,5 m de large. Bien que le voyage ait été annoncé comme la troisième expédition Galathea, le navire lui-même n'est pas renommé.
L'objectif principal de l'expédition est de mener des recherches sur les changements climatiques et météorologiques, les tremblements de terre, les tsunamis et la biologie marine. L'expédition quitté Copenhague en août 2006 et visite les îles Féroé et le Groenland, puis voyage vers le sud à travers l'océan Atlantique le long de la côte ouest de l'Afrique jusqu'au Cap. Elle a ensuite traversé l'océan Indien vers l'Australie, les îles Salomon, la Nouvelle-Zélande et l'Antarctique, avant de naviguer vers le nord le long de la côte ouest de l'Amérique du Sud par le canal de Panama et à travers les Caraïbes, visitant New York, avant de retourner au Danemark en avril 2007,.